# ريكارد الأول
ريكاد الأول أو ريكاريدوس هو ملك القوط الغربيين لهسبانيا وسبتيمانيا حكم من عام 586 حتى عام 601 شهد عهده تحولًا جذريًا في التاريخ، وذلك حين تخلى عن الآريوسية لصالح المسيحية الرومانية عام 587.

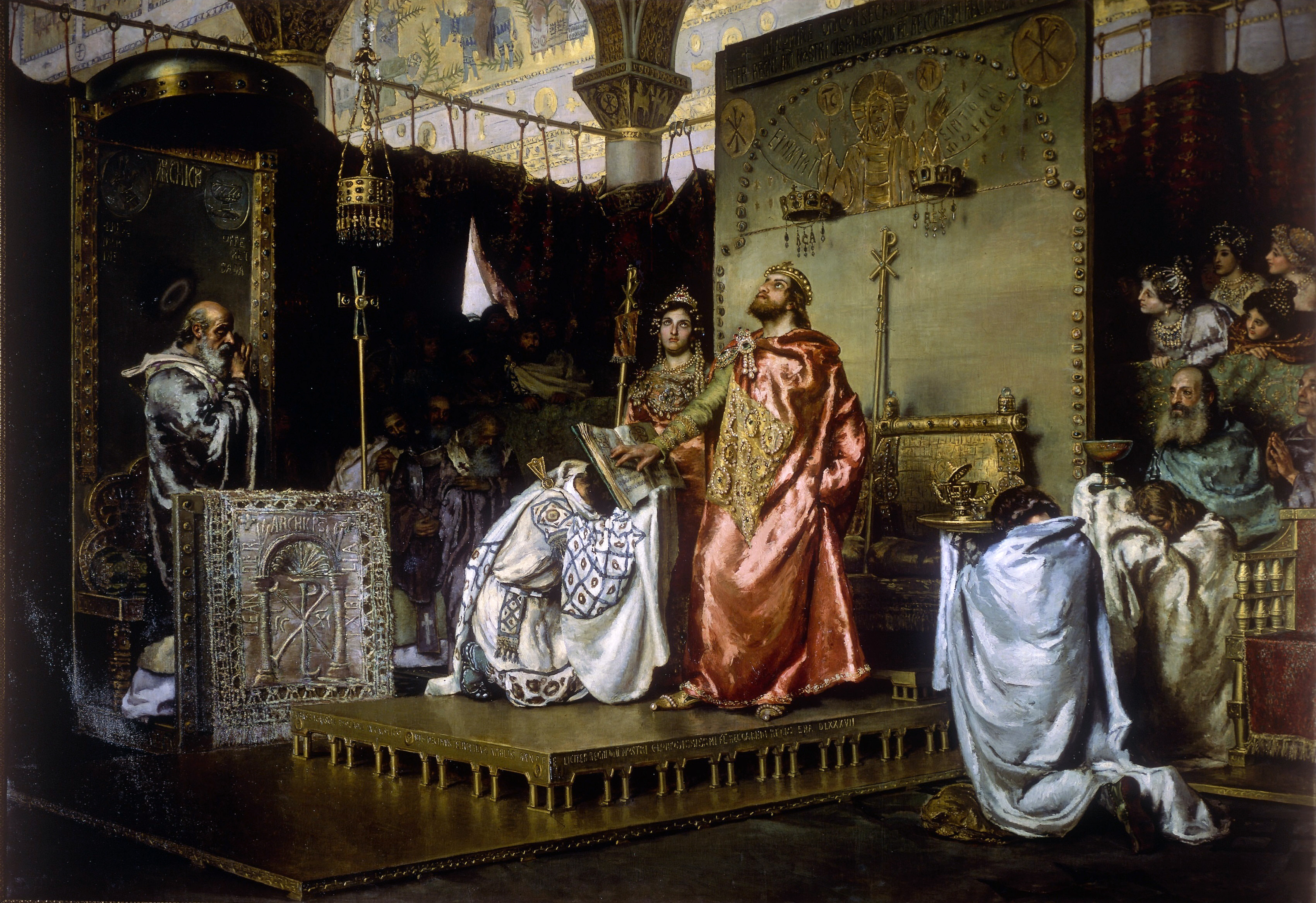
Conversion of Reccared to Catholicism by Antonio Muñoz Degrain (1888)

ريكارد هو الابن الأصغر للملك ليوفيغيلد من زوجته الأولى. مثل والده، كانت عاصمة ريكارد في توليدو، كان الملوك والنبلاء القوط الغربيون تقليديًا مسيحيين أريوسيين، بينما كان السكان الإسبان-الرومان مسيحيين خلقيدونيين. وكان للمطران ليندر من إشبيلية دور فعال في تحويل الابن الأكبر ووريث ليوفيغيلد هيرمينغيلد، إلى الخلقيدونية، فدعم ليندر تمرده ونفي بعدها.
عندما توفي الملك ليوفيغيلد، وفي غضون أسابيع قليلة من 21 أبريل 586، عاد الأسقف ليندر سريعًا إلى توليدو. كان الملك الجديد مرتبطًا بوالده في حكم المملكة، وكان قد نال إعجاب نبلاء القوط الغربيين دون معارضة.
في يناير 587 تحول ريكاد من الآريوسية إلى الخلقيدونية، فكان الحدث العظيم الوحيد في عهده ونقطة التحول في هسبانيا القوط الغربيين. ومن ثم اتبعه معظم النبلاء والكنسيين الأريوس، وكذلك حاشيته في توليدو، ولكن سرعان ما بدأت انتفاضات الأريوس، لا سيما في سبتمانيا، الواقعة في أقصى الشمال خلف جبال البرانس، حيث كان زعيم المعارضة هو الأسقف أريوس أثالوك، الذي كان يتمتع بسمعة طيبة بين أعدائه الرومان لكونه عميلاً لآريوس ثان روماني، وهو من بين القادة العلمانيين للانتفاضة السبعينية.